# Dolichognatha kampa
Dolichognatha kampa är en spindelart som beskrevs av Antonio D. Brescovit och Cunha 200. Dolichognatha kampa ingår i släktet Dolichognatha och familjen käkspindlar. Inga underarter finns listade i Catalogue of Life.